# ジョン・D・ディンゲル・トランジット・センター
ジョン・D・ディンゲル・トランジット・センター（英語：John D. Dingell Transit Center）はミシガン州ディアボーン ミシガン・アヴェニュー21201にある駅。 全米各地を結ぶ旅客鉄道のアムトラックが乗り入れている。

## 概要
当駅（センター）は2014年12月10日に旧ディアボーン駅が西に3.2kmほど移動し、当駅の開業に伴い廃駅となったグリーンフィールド・ビレッジ駅を吸収する形で交通の結節点として開業した。グリーンフィールド・ビレッジ駅に代わりヘンリー・フォード博物館が徒歩圏内となり最寄駅となった。
建物は広さ約1,500平方メートルの当センターは、大きなガラスに伝統的な赤レンガを組み合わせてあり、切妻屋根の時計塔が配されている。2階建ての待合室には、背の高い丸いアーチ型の窓だけでなく、ルーフライン下の正方形の窓が含まれている。十分な自然光が一日を通して内部に入り込む。乗客は、無料のWi-Fiを利用でき、敷地内レストランもある。当センターは太陽電池の設置、エネルギー効率の高い照明や地中熱空調システムが備わり環境に配慮されている。
当駅（センター）は、ミシガン州選出で1955年から2015年まで米連邦議員として最長の在任記録を持ち、対日強硬派として知られた民主党元下院議員ジョン・D・ディンゲルにちなんで命名された。

## 利用可能な鉄道路線／列車

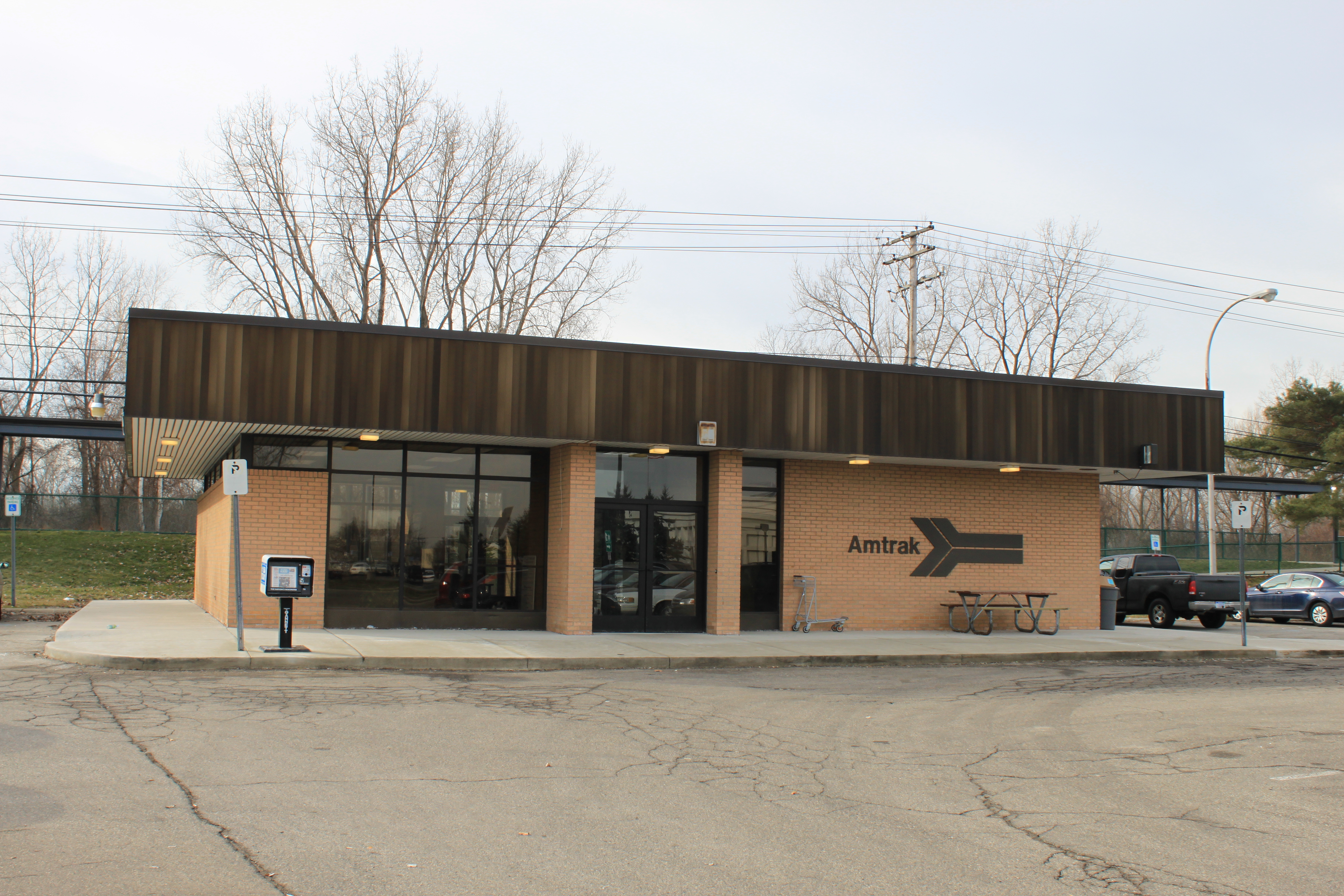
旧駅舎, 2011年3月

アムトラックの停車する列車は下記の通り。
シカゴとポンティアック間の昼行中距離列車ウォルバリン号… 1日2往復発着

## バス
バスは地域交通を担うサバーバン・モビリティ・地域交通局 (SMART) に乗車することができる。